# Сај Кунг
Сај Кунг (西貢) град је у Кини у региону Хонгконг. Према процени из 2009. у граду је живело 631.888 становника.

## Становништво
Према процени, у граду је 2009. живело 631.888 становника.
| 1990.   | 2000.   | 2009    |
| ------- | ------- | ------- |
| 130.418 | 327.689 | 631.888 |